# Volo Pan Am 526A
Il volo Pan Am 526A, un Douglas DC-4, decollò dall'aeroporto di San Juan-Isla Grande, Porto Rico, alle 12:11 PM AST dell'11 aprile 1952 per un volo verso l'aeroporto internazionale di Idlewild di New York con 64 passeggeri e cinque membri d'equipaggio a bordo. A causa di una manutenzione inadeguata, il motore n. 3 si guastò dopo il decollo, seguito poco dopo dal motore n. 4. Nove minuti dopo il decollo, l'aereo ammarò in acque agitate 18 chilometri (11 miglia) a nord-ovest dell'aeroporto di San Juan, si divise e affondò dopo tre minuti. I passeggeri in preda al panico si rifiutarono di abbandonare il relitto che affondava. 52 passeggeri morirono e 17 passeggeri e membri dell'equipaggio furono salvati dalla Guardia costiera degli Stati Uniti. Dopo questo incidente, fu raccomandato di implementare dimostrazioni di sicurezza pre-volo per i voli sull'acqua.

## L'aereo
Il Douglas DC-4 era un velivolo a pistoni che aveva effettuato il suo primo volo nel 1945 e aveva accumulato 20.835 ore di volo.

## L'incidente
In una giornata di sole con una leggera brezza, il volo Pan Am 526A, un DC-4 chiamato Clipper Endeavor, decollò dall'aeroporto di San Juan alle 12:11 del Venerdì Santo del 1952 per un volo verso l'aeroporto di Idlewild, NY (ora noto come JFK). A bordo c'erano sessantaquattro passeggeri e cinque membri dell'equipaggio, tra cui il capitano John C. Burn, un pilota esperto e qualificato, al comando.
Subito dopo il decollo, il motore n. 3 si guastò a 350 piedi (110 m) e l'elica fu messa in bandiera (le sue pale furono girate parallelamente alla direzione del volo per evitare la resistenza) dall'equipaggio di volo. I piloti decisero di tornare all'aeroporto di San Juan, invertirono la rotta e riuscirono a continuare a salire fino a 550 piedi (170 m) quando anche il motore n. 4 si guastò. Con entrambi i motori sull'ala destra fuori uso, il Clipper Endeavor non fu più in grado di mantenere la quota. Il capitano Burn dichiarò un'emergenza in volo e informò la torre di controllo che aveva intenzione di tentare un atterraggio in acqua a circa sette miglia a nord-nord-ovest da Isla Grande.
Venti di 15 nodi (28 km/h; 17 mph) agitavano il mare quando il DC-4 ammarò nell'Oceano Atlantico a nord di San Juan alle 12:20. La fusoliera posteriore si spezzò dietro la paratia della cabina principale e il relitto affondò in meno di tre minuti. I sopravvissuti in seguito riferirono che molti passeggeri erano sopravvissuti all'ammaraggio iniziale ma erano andati nel panico perché temevano il mare agitato e la possibilità di squali e si erano rifiutati di lasciare l'aereo che affondava per salire sulle zattere di salvataggio.

## Salvataggio
Dopo aver ricevuto la trasmissione di emergenza del capitano Burn, la torre di controllo avvisò il centro di soccorso della Guardia Costiera degli Stati Uniti (USCG) e un idrovolante PBY-5A Catalina al comando del tenente Ted Rapalus fu in volo entro sei minuti. Il secondo PBY della USCG era in manutenzione ordinaria e aveva l'unità di potenza ausiliaria (APU), inclusa la pompa di sentina, rimossa. A causa della gravità dell'emergenza, il PBY fu rimosso dallo stato di manutenzione e, sotto il comando del tenente comandante Ken Bilderback, decollò entro 10 minuti. Per assistere il salvataggio in superficie, fu lanciata anche la USCG Bramble con del personale medico a bordo. Furono inviati anche due aerei anfibi SA-16 dalla base aeronautica di Ramey, situata nell'estremo angolo nord-occidentale di Porto Rico. Insieme, furono in grado di salvare 12 passeggeri e tutti e cinque i membri dell'equipaggio dal mare agitato.
Il PBY di Bilderbeck aveva 15 sopravvissuti a bordo quando si trovò in una situazione disperata: a causa della mancanza dell'APU e della pompa di sentina, l'idrovolante aveva imbarcato molta acqua di mare e non aveva quasi più energia per decollare. Fu presa la decisione di trasferire i sopravvissuti sulla Bramble. Le condizioni del mare peggiorarono e, dopo il trasferimento riuscito di tutti i sopravvissuti tranne due adolescenti, le uniche opzioni di Bilderbeck furono abbandonare l'idrovolante o tentare di rullare verso il porto di San Juan. Mentre superavano Fort El Morro rullando verso il porto di San Juan, la gente si affacciò sulla riva per applaudire i soccorritori.

## Possibile causa
L'indagine ha riscontrato le seguenti cause:
- Manutenzione inadeguata: il motore n. 3 non venne sostituito, causandone il guasto subito dopo il decollo.[1]
- Alcune parti del motore erano difettose[3]
- Il tentativo dei piloti di ristabilire una salita senza utilizzare tutta la potenza disponibile dopo la perdita del secondo motore (motore n. 4). Ciò portò ad un assetto di beccheggio elevato e ad una rapida diminuzione della velocità che fece sì che l'aereo si stabilizzasse a una quota troppo bassa per un recupero efficace.[2]

In successivi procedimenti legali, il capitano Burn fu scagionato e la colpa si rivelò essere dovuta ad una manutenzione inadeguata e a parti difettose.

## Conseguenze
Il tenente comandante Bilderback ricevette la sua seconda Air Medal. Il suo copilota, il tenente comandante Jack Natwig, ricevette la medaglia d'argento per il salvataggio per essersi tuffato in mare per salvare con successo un bambino. I membri dell'equipaggio Bill Pinkston, Jim Tierney, Peter Eustes e Raymond Evans furono tutti elogiati dal comandante della Guardia Costiera degli Stati Uniti per l'ottimo lavoro svolto.
Dopo questo incidente, è stato raccomandato di informare i passeggeri sulla posizione e l'uso delle uscite di emergenza e dei dispositivi di galleggiamento personali prima dei voli in acque libere.
In memoria delle vite perdute e in onore dei soccorritori, un residente di San Juan scrisse una ballata.
Successivamente la Pan Am riutilizzò il nome Clipper Endeavour sia per un Boeing 707-321B nel 1962 che per un Boeing 727-235 nel 1980. Un Douglas DC-7B fu chiamato Clipper Endeavour, utilizzando la grafia britannica.
Il relitto del Clipper Endeavor non è ancora stato localizzato. La ricerca del relitto è stata presentata in un episodio di Expedition Unknown dell'ottobre 2024.